# 清原岑成
清原 岑成（きよはら の みねなり）は、平安時代初期から前期にかけての公卿。当初美能王次いで岑成王を称するが、臣籍降下して清原真人姓を賜与された。舎人親王の玄孫。筑後守・弟村王の子。官位は従四位上・参議、大宰大弐。

## 経歴
天長5年（828年）近江大掾を経て、天長6年（829年）従五位下・筑後守に叙任される。その後、天長9年（832年）従五位上、天長10年（833年）正五位下、承和元年（834年）従四位下と、淳和朝から仁明朝初頭にかけて順調に昇進を重ねる。またこの間の天長10年（833年）には美能王から岑成王に改名している。
承和7年（840年）淳和上皇の崩御にあたっては、養役夫司を務めている。承和11年（844年）正月に越前守に任ぜられて赴任するが、休暇により帰京したまま隠棲して出仕しなかったことから、同年10月に弾劾を受けて解任され、さらに翌承和12年（844年）には位階も剥奪された。
承和13年（846年）赦されて再び正五位上に叙せられ、承和15年（848年）従四位下に復した。この間、大和守・美濃守・弾正大弼を歴任する。嘉祥2年（849年）臣籍降下して清原真人姓を賜与される。同年閏12月左中弁。
嘉祥3年（850年）文徳天皇の即位に伴い蔵人頭に任ぜられる。仁寿2年（852年）2月に蔵人頭を解かれて再度越前守に任ぜられて現地に赴任するが、8月には弾正大弼として京官に復した。以降、斉衡2年（855年）従四位上・右大弁、天安元年（857年）大蔵卿と要職を歴任した。
清和朝に入り、貞観元年（859年）参議に任ぜられて公卿に列す。貞観2年（860年）大宰大弐となり大宰府へ赴任するが、翌貞観3年（861年）2月29日に任地で卒去。享年63。最終官位は参議従四位上行大宰大弐。

## 人物
清廉で正直であり、細かいことには拘らない性格であった。大和守在任時は盛んに官舎を改造し、政治の才能があると称賛された。

## 逸話
岑成が大弐として大宰府に赴任したが、府の倉庫が著しく破損していたため、修理のために神社の木を伐採しようとした。ある人が、この神社に祀られている神は霊力があり祟りにより災いを受ける、として伐採を止めるよう諫言したが、岑成は聞き入れずに伐採を強行した。このために、岑成は病を受けまもなく没したという。

## 官歴
注記のないものは『六国史』による。
- 天長5年（828年） 正月：近江大掾[2]
- 時期不詳：正六位上
- 天長6年（829年） 正月7日：従五位下。2月27日：筑後守[2]
- 天長7年（830年） 10月13日：近江介[2]
- 天長9年（832年） 正月7日：従五位上
- 天長10年（833年） 6月：美能王から岑成王に改名[2]。11月18日：正五位下
- 承和元年（834年） 正月7日：従四位下
- 承和7年（840年） 5月8日：養役夫司（淳和上皇崩御）
- 承和11年（844年） 正月11日：越前守[2]。10月23日：越前守解任
- 承和12年（845年） 11月2日：位階剥奪
- 承和13年（846年） 7月1日：子息の永安・安良・安基が臣籍降下（清原真人）[3]。7月20日：正五位上（再叙）。12月8日：班河内和泉田使次官
- 承和14年（847年） 1月12日：大和守[2]
- 承和15年（848年） 正月7日：従四位下
- 嘉祥2年（849年） 7月1日：美濃守。7月9日：弾正大弼。11月2日：臣籍降下（清原真人）。閏12月9日：左中弁
- 嘉祥3年（850年） 4月：蔵人頭[4]
- 仁寿元年（851年） 4月1日：出居侍従
- 仁寿2年（852年） 2月28日：越前守。8月22日：弾正大弼
- 斉衡2年（855年） 正月7日：従四位上。2月：右大弁[2]
- 天安元年（857年） 6月19日：大蔵卿
- 天安2年（858年） 正月16日：兼因幡守
- 貞観元年（859年） 12月21日：参議
- 貞観2年（860年） 正月16日：大宰大弐
- 貞観3年（861年） 2月29日：卒去（参議従四位上行大宰大弐）

## 系譜
- 父：弟村王[1]
- 母：不詳
- 生母不明の子女
  - 男子：清原永安[3]
  - 男子：清原安良[3]
  - 男子：清原安基[3]